# Tetsuo Okamoto
Tetsuo Okamoto (né le 20 mars 1932  à Marília et mort le 1er octobre 2007 à Marilia) était un nageur brésilien. Il a été le premier nageur brésilien à devenir médaillé olympique,.

## Biographie
Tetsuo Okamoto est né au Brésil de parents d'origine japonaise . Le Brésil est le pays qui accueille la plus forte immigration de Japonais en dehors du Japon.
Okamoto souffrait d'asthme et a commencé à nager pour le soigner à l'âge de 7 ans. Cependant, ce n'est qu'à l'âge de 15 ans et que l'entraîneur Fausto Alonso est arrivé pour former une équipe sérieuse au Yara Clube de Marília, que Tetsuo a commencé à s'entraîner dans une bonne piscine sous la direction d'une personne connaissant la natation. À cette époque, son entraînement n'était que de 2000 mètres par jour. Au début de 1949, à 17 ans, Tetsuo avait gravi plusieurs positions dans le classement national brésilien et entra au Championnat d'Amérique du Sud à Montevideo, sa première compétition internationale. Là, il a nagé les trois courses de fond, atteignant les finales du 400 mètres et du 1 500 mètres nage libre. Cependant, un événement au tournant de la décennie a marqué un tournant dans sa carrière de nageur.
En 1949, une équipe japonaise (le "Flying Fish", avec des membres comme Hironoshin Furuhashi) a fait une tournée au Brésil et a concouru à Marília avec d'excellents résultats, y compris des victoires sur les Américains. Okamoto était fasciné par ces nageurs et a reçu le conseil suivant : « si vous voulez avoir de bons résultats, vous devez vous entraîner beaucoup plus : 10 000 mètres par jour ». Ainsi, sa formation a radicalement changé. Bien que la piscine ne soit pas chauffée et qu'il n'ait pas de lunettes, Okamoto a affronté le froid et est sorti avec les yeux qui piquaient avec le chlore, mais a effectué cette routine.
Au Championnat du Brésil en 1950, il est devenu champion pour la première fois, et sa popularité et sa reconnaissance ont commencé à croître. En janvier 1951, il devient pour la première fois le recordman sud-américain. Il a nagé le 1 500 mètres nage libre en 19:24,3, battant le record brésilien de 40 secondes et le record sud-américain de 13 secondes.
Lors des premiers Jeux panaméricains de l'histoire, les Jeux panaméricains de 1951, à Buenos Aires, en Argentine, il a remporté deux médailles d'or au 400 mètres et au 1 500 mètres nage libre et une médaille d'argent au 4 × 200 mètres nage libre. Au 1 500 mètres nage libre, il a battu son propre record sud-américain,.

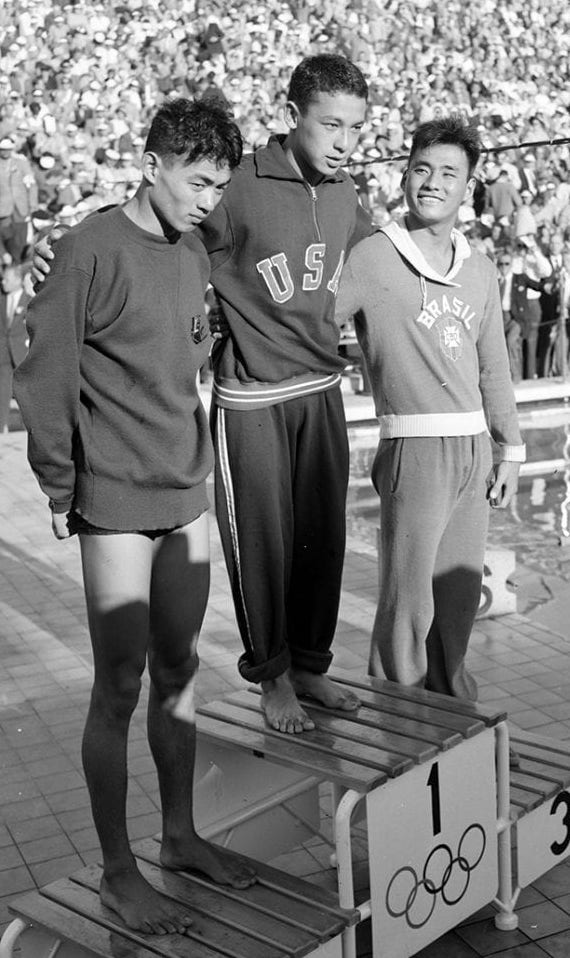
La remise des médailles du 1500 mètres nage libre en 1952: Shiro Hashizume (à gauche), Ford Konno au centre, Tetsuo Okamoto (à droite).

À son retour de Buenos Aires au Brésil, Okamoto a organisé une grande fête dans sa ville natale, Marília. Il y avait une procession dans une voiture ouverte et des récompenses au nouveau héros brésilien.
Trois semaines après le Pan, il a battu le record sud-américain du 400 mètres nage libre en 4:41,5, qui n'avait jamais été entre les mains d'un Brésilien.
Au Championnat d'Amérique du Sud à Lima, au Pérou, en mars 1952, Tetsuo a remporté la médaille d'or aux 400 mètres, 800 mètres et 1 500 mètres nage libre.
Il a été médaillé de bronze aux Jeux olympiques d'été de 1952 à Helsinki (1 500 mètres nage libre), le premier nageur brésilien à remporter une médaille aux Jeux olympiques. Tetsuo a remporté ses qualifications avec un temps de 19:05,6, un autre nouveau record sud-américain et en finale a remporté la médaille de bronze avec un autre record sud-américain de 18:51,3 qui durerait dix ans,,.

## Après la natation
Après avoir quitté la natation, Okamoto a déménagé aux États-Unis pendant plusieurs années, où il a étudié la géologie et l'administration des affaires et a démarré une entreprise de forage de puits artésiens.
Il est revenu dans sa ville natale, Marília, et y est mort le 1er octobre 2007, des suites d'une insuffisance cardiaque et d'insuffisance respiratoire causée par des problèmes de longue date au rein qui l'ont obligé à subir une hémodialyse fréquente au cours des dernières années de sa vie,.

## Palmarès

### Jeux olympiques
- Jeux olympiques d'été de 1952 à Helsinki 
  -  Médaille de bronze sur 1 500 m libre.

### Jeux panaméricains
- Jeux panaméricains de 1951 à Buenos Aires 
  -  Médaille d'or sur 400 m libre.
  -  Médaille d'or sur 1 500 m libre.
  -  Médaille d'argent en relais 4 × 200 m libre.